# Laura Harrier
Laura Harrier (Chicago, Illinois, Estats Units, 28 de març de 1990) és una actriu i model estatunidenca.
Després d'haver començat la seva carrera de model, decideix iniciar una carrera d'actriu. Sobretot es dona a conèixer gràcies al paper de Liz Tooms que encarna al blockbuster Spider-Man: Homecoming i al paper de Patrice Dumas al drama 'BlacKkKlansman de Spike Lee, guanyador al festival de Canes 2018.

## Biografia
El seu pare és afroamericà i la seva mare és originària d'Ucraïna. Laura Harrier fa els seus estudis secundaris de 2004 a 2008 a la Evanston Township High School a Illinois.
Laura Harrier ha treballat en diverses campanyes amb companyies com American Eagle, L'Oréal i Target, després ha aparegut a revistes com Cosmopolitan, Ella i Glamour.
Decideix d'interrompre la seva carrera de model per dedicar-se a la comèdia i estudia a l'escola d'art dramàtic William Esper Studio, a Nova York.

### Carrera d'actriu

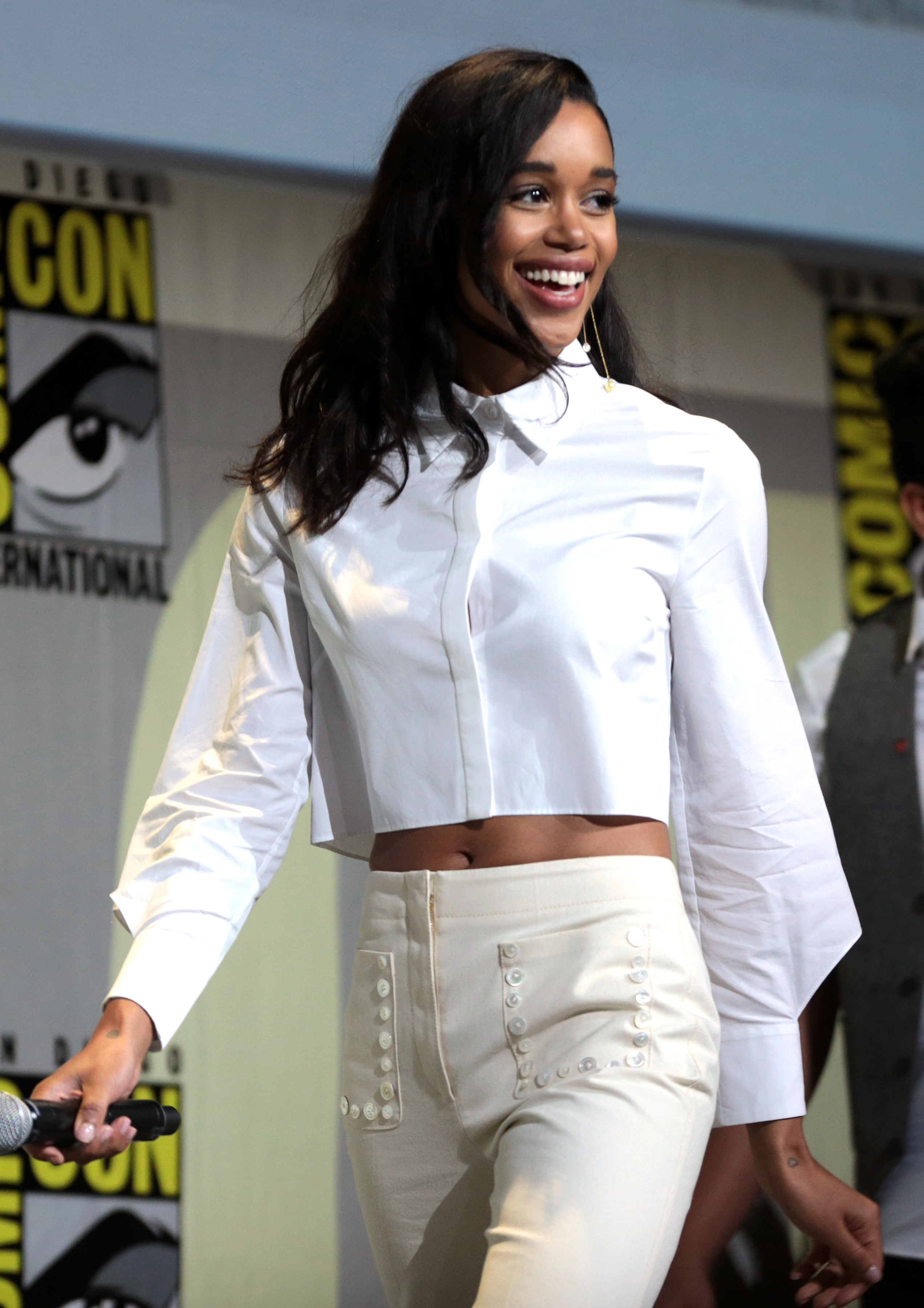
En l'edició 2016 del Comic-Con de San Diego, per la presentació de Spider-Man: Homecoming

Comença la seva carrera d'actriu l'any 2013 interpretant Destiny Evans a la sèrie One Life To Live durant 43 episodis. Apareixerà més tard a dos episodis de Unforgettable interpretant Amber. A continuació en alguns petits films com The Last Five Years, Galyntine, 4th Man Out i The Realest Real.
L'any 2017, entra a l'univers cinematogràfic Marvel amb el paper de Liz Tooms per al blockbuster Spider-Man: Homecoming.
Forma part a continuació de la Repartiment de la comèdia policíaca BlacKkKlansman, dirigida per Spike Lee que és presentada al Festival de Canes 2018.

### Vida privada
L'any 2018, desmenteix mantenir una relació amorosa amb Justin Theroux, que s'acaba de divorciar de Jennifer Aniston.

## Filmografia

### Cinema

#### Curts
- 2016: The Realest Real de Carrie Brownstein: Abby

#### Llargmetratges
- 2014: The Last Five Years de Richard LaGravenese: una dona
- 2015: 4th Man Out d'Andrew Nackman: Dorothy Cuda
- 2017: Spider-Man: Homecoming de Jon Watts: Liz
- 2018: BlacKkKlansman de Spike Lee: Patrice Dumas
- 2018: Aquaman de James Wan: Arena Curry / La Princesa dels mars
- 2019: Balancea, Not Symmetry de Jamie Adams: Shirley / Caitlin Walker

### Televisió

#### Sèries de televisió
- 2013: One Life to Live: Destiny Evans (43 episodis)
- 2014: Unforgettable: Amber (2 episodis)

#### Telefilms
- 2014: Galyntine de Greg Nicotero: Wylie